# Lentigo senilis

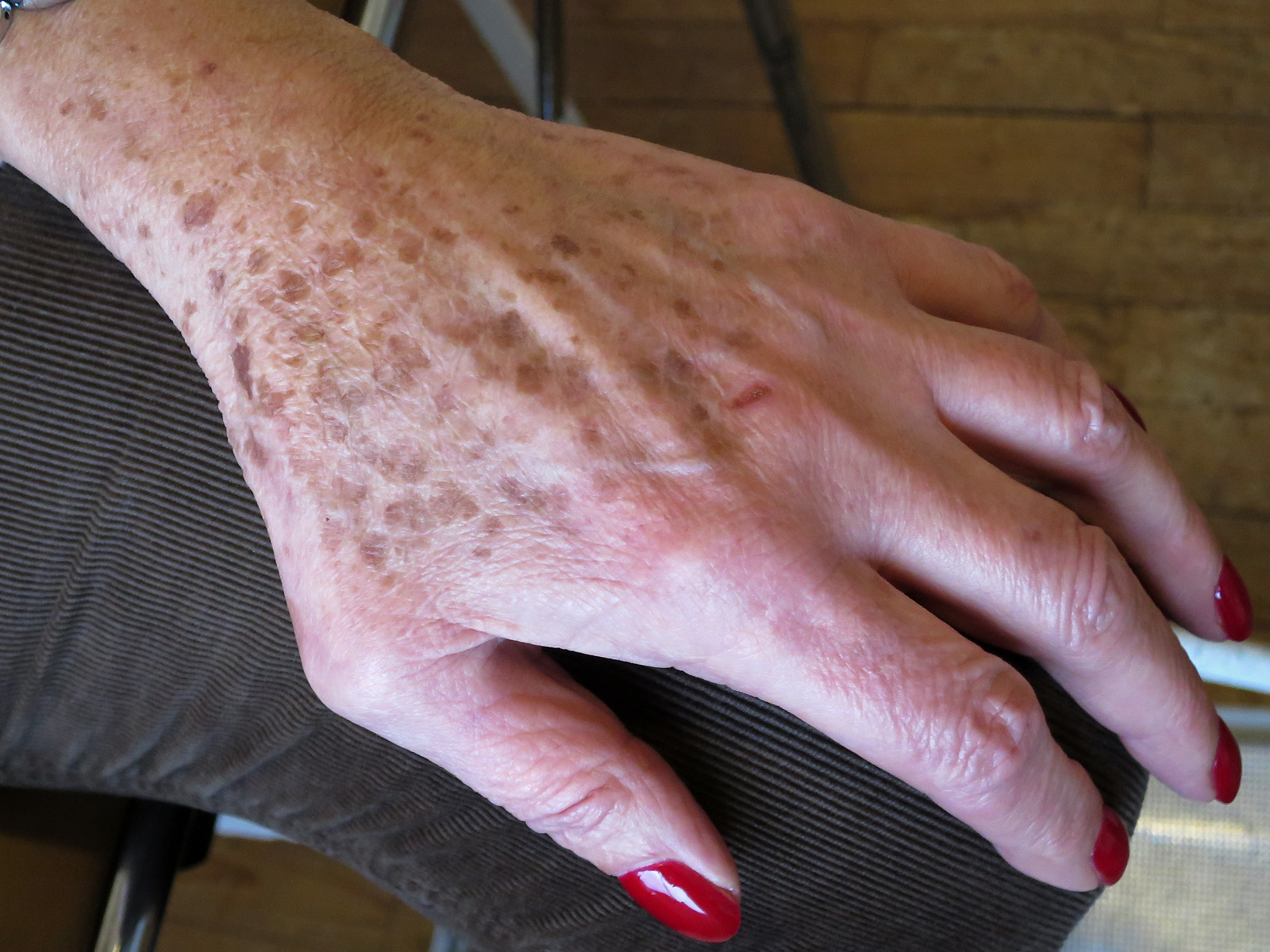
Esempio di lentigo senilis

Con lentigo senilis si indica la comparsa di macchie cutanee dovute alla disomogenea produzione ed accumulo di melanina; sono le classiche lesioni del photo-aging, dovute quindi sia all'invecchiamento sia all'esposizione prolungata e protratta nel tempo al sole senza una adeguata protezione solare, che appaiono come chiazze scure isolate, di forma tondeggiante, localizzate nelle aree maggiormente esposte al sole, in particolare sulle mani, sul petto e sul viso. Sebbene definite senilis, cioè della vecchiaia, si riscontra già a partire dai 35 anni di età, per diventare più numerose con l'avanzare dell'età; rappresentano un fenomeno fisiologico ma irreversibile, e possono essere eliminate in maniera efficace solo con l'utilizzo del laser.
La continua esposizione alle radiazioni solari porta nel tempo all'ispessimento dello strato corneo e all'accumulo di melanina. Le aree affette dalla lentigo senilis, in genere, presentano un'aumentata densità dei melanociti con elevato accumulo localizzato di melanina.
La prevenzione prevede una moderata e ragionevole esposizione al sole, nonché l'utilizzo di creme con fattore di protezione.